# PowerVR
PowerVR è sia il nome della divisione grafica di Imagination Technologies (precedentemente Videologic) che della serie di GPU per personal computer e console, sviluppate da PowerVR e prodotte su licenza da aziende terze nel periodo 1997-1998 e 2001-2002.
Il PowerVR, sviluppato nel 1997 per competere con 3dfx nel nascente mercato dei videogiochi 3D, adotta funzioni di Tile Based Rendering che prevedono il rendering esclusivamente delle porzioni della scena che devono essere visualizzate.
Il rendering selettivo è più efficiente e veloce, ma richiede, tuttavia, un impegno maggiore nello sviluppo dei software che se ne avvalgono.
Solo due generazioni (la prima e la terza) del chipset grafico PowerVR vengono prodotte per essere montate su schede video per personal computer, entrambe con risultati commerciali solo discreti.
La seconda generazione viene utilizzata nella console Sega Dreamcast, mentre il vero successo per l'azienda arriva solo in tempi recenti con la produzione della versione MBX per i telefoni cellulari di terza generazione, che viene adottata come standard dai maggiori produttori. Un modello di chip grafico veniva usato nei SoC Apple Silicon, fino al 2017 (oggi definitivamente sostituito dalla GPU proprietaria di Apple).

## PowerVRPCX-x
Le GPU di prima generazione (PCX-1 e PCX-2), prodotte negli stabilimenti NEC Corporation e montate su schede PCI quali la M3d di Matrox, funzionano solo come estensione per una scheda grafica 2D a cui forniscono le funzionalità 3D.
La prima generazione del PowerVR viene prodotta tra il 1997 e il 1998 per competere con le schede add-on che montano chipset Voodoo Graphics e Voodoo Rush di 3dfx nel nascente mercato dei videogioco 3D, ma il limitato supporto da parte degli sviluppatori ne decreta uno scarso successo.

## KYRO e KYRO II(STG4x00)

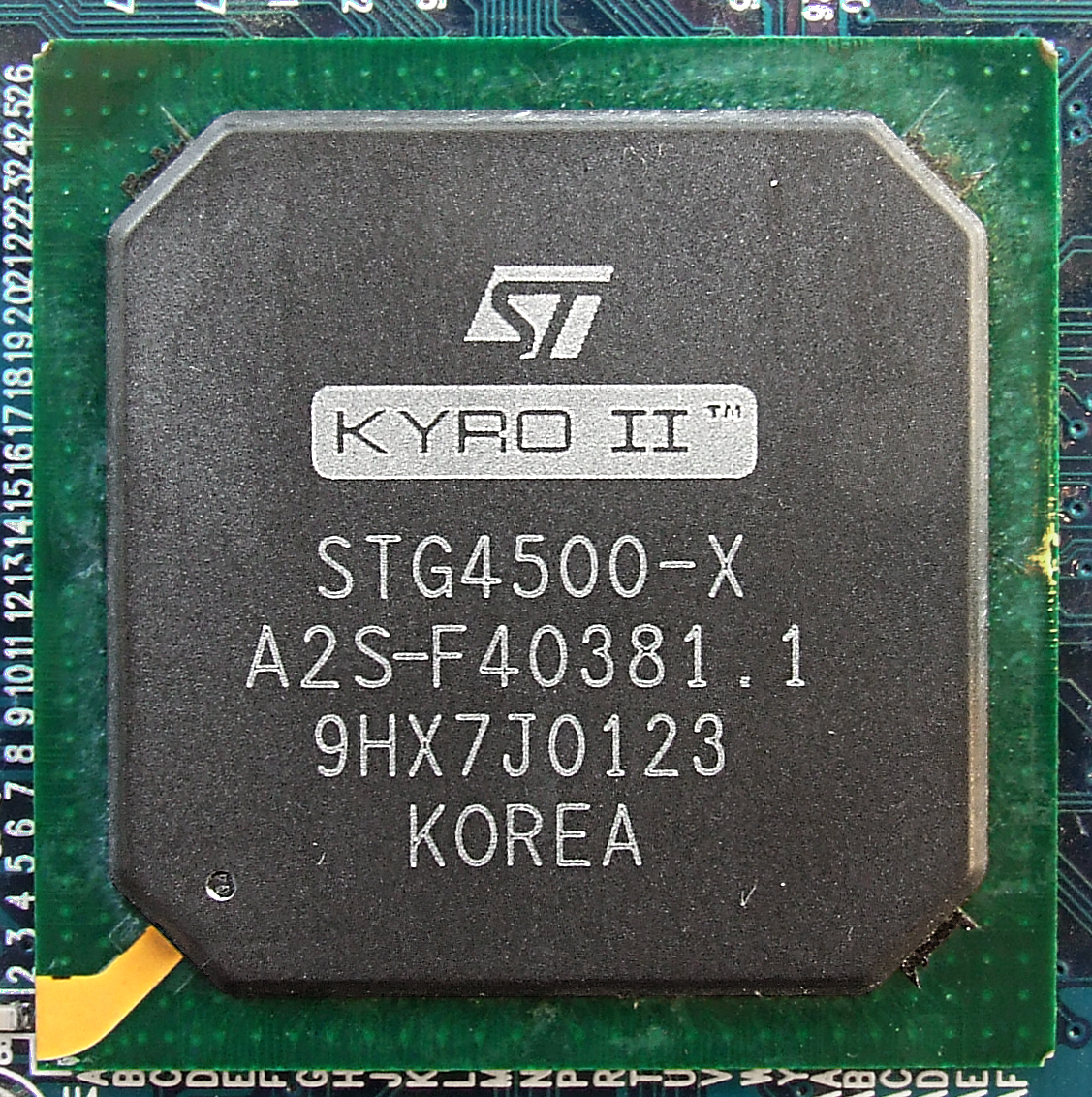
La GPU Kyro II.

La terza generazione del PowerVR (STG4x00) viene prodotta su licenza, tra il 2001 e la fine del 2002, dalla italo-francese STMicroelectronics con il nome commerciale di KYRO (STG4000) e KYRO II/II SE (ST4500, STG4800).
Il KYRO offre buone prestazioni, ma l'assenza di una unità di accelerazione transform & lighting (T&L) ne decreta rapidamente l'obsolescenza.
La quarta generazione del PowerVR, il KYRO 3 (STG5000), contenente l'unità T&L, raggiunge la fase di pre-produzione, ma non viene commercializzata per la vendita della divisione grafica di STMicroeletronics.